# Shannon Szabados
Shannon Szabados, född den 6 augusti 1986 i Edmonton, är en kanadensisk ishockeyspelare.
Hon tog OS-guld i damernas ishockeyturnering i samband med de olympiska ishockeytävlingarna 2010 i Vancouver.